# Candy (альбом Менді Мур)
«Candy» — другий альбом-збірник американської співачки Менді Мур. Реліз відбувся 5 квітня 2005 року.

## Список композицій
1. «Candy» (Tony Battaglia, Dave Katz, Dennis Kleiman and Denise Rich) — 3:56 1
2. «Lock Me in Your Heart» (Battaglia and Shaun Fisher) — 3:33 1
3. «Love You for Always» (Battaglia, Fisher) — 3:22 1
4. «Everything My Heart Desires» (Karsten Dahlgaard, Michael Jay and Johnny Mosegaard Pederson) — 3:41 2
5. «I Wanna Be with You» (Tiffany Arbuckle, Shelly Peiken and Keith Thomas) — 4:15 2
6. «Saturate Me» (Randall Barlow, Susie Green and Tim Mitchel) — 4:01 3
7. «Turn the Clock Around» (John W. Baxter, David Rice and Nick Trevisick) — 3:44 3
8. «Yo-Yo» (Cutler, Preven) — 4:18 3
9. «Someday We'll Know» (із Jon Foreman)" (Gregg Alexander, Danielle Brisebois and Debra Holland) — 3:43 4
10. «Mona Lisas and Mad Hatters» (John, Taupin) — 4:505

1 оригінально із альбому So Real

2 оригінально із альбому I Wanna Be with You

3 оригінально із альбому Mandy Moore

4 оригінально із альбому Пам'ятна прогулянка: Саундтреки

5 оригінально із альбому Coverage